# Agelàsids
Els agelàsids (Agelasidae) són una família de Porifera de l'ordre Agelasida.

## Gèneres
Segons World Register of Marine Species (9 de maig de 2016) :
- Acanthostylotella Burton & Rao, 1932
- Agelas Duchassaing & Michelotti, 1864
- Amphinomia Hooper, 1991